# Haemodoraceae
Haemodoraceae, biljna porodica iz reda Commelinales kojoj pripada preko 100 priznatih vrsta unutar 15 rodova. Najvažniji rod Haemodorum dao je porodici ime.
Porodica uz hemodorum uključuje klokanove šape (Anigozanthos) porijeklom iz Australije, s ostalim članovima porodice koji se mogu naći u Južnoj Africi, Sjevernoj i Južnoj Americi i Aziji. Prisutnost fenalenona odgovorna je za jarko crvenu boju cvjetova i korijena kod nekih vrsta.

## Rodovi
Haemodoraceae R.Br. (116 spp.)
1. Subfamilia Haemodoroideae Arn.
  1. Xiphidium Loefl. (2 spp.)
  2. Cubanicula Hopper, J.E.Gut., E.J.Hickman, M.Pell. & Rhian J.Sm. (1 sp.)
  3. Pyrrorhiza Maguire & Wurdack (1 sp.)
  4. Schiekia Meisn. (3 spp.)
  5. Barberetta Harv. (1 sp.)
  6. Wachendorfia Burm. (4 spp.)
  7. Dilatris Bergius (4 spp.)
  8. Lachnanthes Elliott (1 sp.)
  9. Haemodorum Sm. (27 spp.)
2. Subfamilia Conostylidoideae Lindl.
  1. Tribus Tribonantheae T. D. Macfarl. & Hopper
    1. Tribonanthes Endl. (11 spp.)

  2. Tribus Phlebocaryeae Meisn.
    1. Phlebocarya R.Br. (3 spp.)

  3. Tribus Conostylideae Benth.
    1. Macropidia J. L. Drumm. ex Harv. (1 sp.)
    2. Anigozanthos Labill. (11 spp.)
    3. Blancoa Lindl. (1 sp.)
    4. Conostylis R.Br. (45 spp.)